# Walk-over
Pour l’article homonyme, voir Walkower.
Walk-over, abrégé en W.O. ou w/o est un terme anglais désignant une victoire par forfait ou par absence de concurrent dans une compétition sportive.

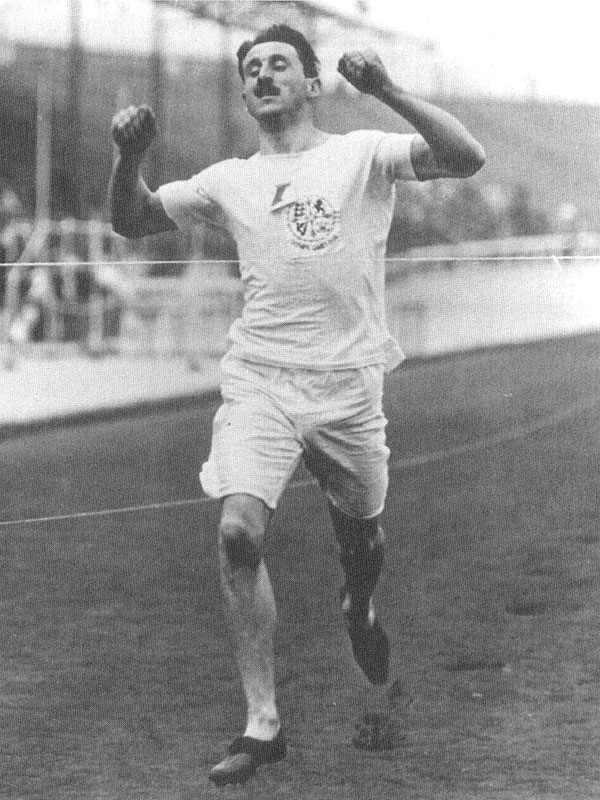
Wyndham Halswelle en 1908.

Le terme tire son origine des courses de chevaux : lorsque tous les adversaires ont déjà été éliminés, le dernier participant restant n'a plus qu'à franchir la ligne d'arrivée pour remporter la victoire : il peut donc terminer la course « en marchant » (de l'anglais walk pour « marcher » et over pour « par-dessus »).

## Quelque cas célèbres
Wyndham Halswelle a ainsi remporté la médaille d'or olympique au 400 mètres lors d'un walk-over en 1908 parce que l'Américain John Carpenter (en) a été disqualifié et ses coéquipiers John Taylor et William Robbins n'avaient pas concouru pour protester.
Lors d'une épreuve de qualification aux Jeux olympiques d'été de 2000, le nageur équatoguinéen Éric Moussambani avait remporté sa série sur le 100 mètres nage libre en 1 min 52 s, soit plus de deux fois le temps mis par les autres concurrents ; les autres participants avaient été éliminés à la suite de faux départs.
Le Club Atlético Boca Juniors fut disqualifié en huitième de finale de la Copa Libertadores 2015 après les graves incidents au cours du match avec River qui avaient émaillé à la mi-temps.

## Les règles de victoire par forfait
En rugby, si une équipe ne se présente pas à un match, la victoire est donnée à l’autre équipe avec un score de 28 à 0. Ce cas s'est présenté lors de la crise sanitaire à la suite de la pandémie de la Covid-19
Au football, la FIFA indique dans son règlement que si une équipe ne se présente pas à un match ou refuse de continuer de jouer ou quitte le terrain avant la fin du match, l’équipe aura match perdu. La victoire et les trois points sont attribués à l’équipe adverse avec un résultat de 3-0 ou plus.